# パケットラジオ
パケットラジオは、ドワンゴが運営するインターネットラジオ配信サイトである。略称はパケラジ。

## 概要
2005年2月25日に開設。着メロ提供サイトの「いろメロミックス」の会員向けに提供しており、聴取には「いろメロミックス」への加入と専用携帯アプリのダウンロードが必要。
静止画が添付されているのが特徴であり、紙芝居のように高速度で大量の静止画を駆使し、まるで動画のように見せている。番組中には聴取者に投票を促し、その投票結果を放送に反映させる双方向機能もある。
かつては、アニラジ番組を多く放送していたが、サイトの路線変更により、2006年末にアニラジ番組を全廃した。
アニメ系の番組に関しては、ランティス関連番組はランティスウェブラジオのFOMA向け配信サイトに、それ以外の一部番組は超!放送局でPCユーザー向け配信として復活した。

## 番組一覧
- お笑ラジオ
- NEO GENERATION
- パケラジSTYLE
- ファイティングオペラ ハッスル
- KOTOKOのトコトコ探検記

過去
主にアニメ系。他サイトで継続されているものを除く。
- 野中藍 ラリルれ、すいようび。
- ほっちゃん・ますみんのめろメロラジオ〜まほ・ぱに番外編〜
- みくに・あやなのモ〜とまらん!

関係者
・中野真
・伴龍一郎